# 핀레이슨
핀레이슨(영어: Finlayson [ˈfɪnlɛɪsən][*])은 핀란드의 섬유제조기업이다.
1820년 스코틀랜드계 이민자 제임스 핀레이슨이 탐페레에서 창업했다. 현재 본사는 헬싱키 살미섬에 있다.
원래 핀레이슨 공장은 면직물 및 마직물 제조용 소면기, 방적기를 생산하는 공장이었다. 하지만 영업이 신통치 않아 기계들이 잘 팔리지 않았고, 핀레이슨은 악성재고가 된 기계들을 파는 대신 이 기계들로 직접 직물 생산을 해서 팔기로 했다. 그래서 핀레이슨 기계공장이 제면소로 완전 전환된 것이 1828년이며, 이 때를 핀란드 면직산업의 시작점으로 친다. 1831년이 되면 핀란드 전역에서 면사를 팔았고, 1840년대에는 핀란드에서 가장 큰 제면소가 되었다. 이후 1850년대에서 1920년대 사이에 핀레이슨 제면소는 북유럽에서 가장 큰 제면소였다. 1882년 핀레이슨 제면소에 조명으로 전등을 설치한 것이 북유럽 최초의 전등이었다. 1900년대 말엽 핀레이슨에 고용된 노동자 수는 3,300 여명이었다. 사업이 번창하자 플라스틱, 제재산업으로 사업분야를 확장했다.
탐페레의 핀레이슨 공장단지는 사택, 사립학교, 병원, 도서관, 교회를 갖춘 하나의 기업도시였고, 이 공단 내부에서 탐페레 최초의 상호저축은행과 협동조합이 만들어졌다.
1934년 핀레이슨은 이삭 율린의 포르사 유한회사의 지분 50.1%를 구입했다. 포르사 유한회사는 1857년 설립된 포르사에 기반을 둔 제재회사였다. 같은 해 핀레이슨과 포르사가 합병되면서 사호가 핀레이슨-포르사 주식회사(Oy Finlayson-Forssa Ab)가 되었다. 1964년 1856년에 설립된 바사에 기반을 둔 면직 및 모직기업 바사 면직을 합병했다. 또 1973년에는 1898년에 설립되어 포리에 기반을 둔 면직기업인 포리 면직을 합병했다. 포리 면직을 합병한 핀레이슨-포르사는 핀레이슨-포르사 주식회사와 핀레이슨 주식회사로 분리되었다. 전자는 의류, 후자는 내장재를 주로 생산했다.
핀레이슨의 사운은 1980년대에 급격히 기울기 시작했다. 1986년 아스코가 핀레이슨의 주식 다수를 구입하여 1988년 12월 아스코와 핀레이슨을 합병시켰다. 1998년 4월 핀레이슨 사업부는 노르웨이의 사가텍스에 판매되었고, 2000년 11월 에스페에 되팔렸다.
2008년 11월, 핀레이슨-포르사 주식회사는 파산을 선언했다. 2009년 1월 23일 공장 가동이 중단되었다. 핀레이슨 주식회사는 핀레이슨-포르사의 파산과 자신들은 관계가 없다고 주장했다. 하지만 핀레이슨은 2009년 1월 구조조정을 발표하고 포르사의 생산부 업무를 3월에 중단시켰다. 2009년 9월에는 아예 공장이 폐쇄되었고 포르사에는 모델링 및 유통 부문만 남았다.

## 같이 보기
- 내실린나